# Болгарія на літніх Олімпійських іграх 2008
Болгарія брала участь у Літніх Олімпійських іграх 2008 року у Пекіні (Китай) удвадцяте за свою історію, і завоювала одну золоту, одну срібну і три бронзові медалі. Збірну країни представляли 70 учасників, з яких 27 жінок.

## Золото
- Академічне веслування, жінки — Рум'яна Нейкова.

## Срібло
- Боротьба, жінки — Станка Златева.

## Бронза
- Греко-римська боротьба, чоловіки — Явор Янакієв.
- Боротьба, чоловіки — Радослав Веліков.
- Боротьба, чоловіки — Кіріл Терзієв.